# Pendennis Castle (Schiff)
Die Pendennis Castle war ein Passagierschiff der britischen Reederei Union-Castle Line, das im Januar 1959 in Dienst gestellt wurde. Die Pendennis Castle galt als Vorgänger der Transvaal Castle und Windsor Castle, die wenig später in Dienst gestellt wurden. Die Pendennis Castle blieb bis 1976 im Dienst und wurde anschließend nach Asien verkauft, wo sie bis 1980 eingesetzt wurde. Im selben Jahr traf das Schiff zum Abbruch in Taiwan ein.

## Geschichte
Die Pendennis Castle wurde unter der Werftnummer 1558 bei Harland & Wolff in Belfast gebaut und am 24. Dezember 1957 vom Stapel gelassen. Das Schiff wurde am 14. November 1958 fertiggestellt und als neues Flaggschiff der Union-Castle Line am 1. Januar 1959 auf der Strecke von Southampton nach Kapstadt in Dienst gestellt. Für eine komplette Überfahrt benötigte die Pendennis Castle etwa 17 bis 19 Tage.
1960 und 1961 wurde die Pendennis Castle von den bauähnlichen Schiffen Windsor Castle und Transvaal Castle ergänzt, die eine vergrößerte Version des Schiffes darstellten. 1964 wurde die Pendennis Castle modernisiert und war von nun an in allen öffentlichen Räumen und Kabinen vollklimatisiert. Im Mai 1968 brach ein Brand an der Bord der Pendennis Castle aus, die gerade im Hafen von Southampton lag.
In den kommenden Jahren wurde der Liniendienst nach Südafrika unrentabel, weshalb die Pendennis Castle am 14. Juni 1976 ihre letzte Fahrt beendete und ausgemustert wurde. Im Juli 1976 verkaufte die Union-Castle Line das Schiff nach Hongkong.
Das Schiff wurde in Ocean Queen umbenannt und sollte zum Kreuzfahrtschiff umgebaut werden, was jedoch nie verwirklicht wurde. Stattdessen wechselte es 1978 nach zwei Jahren Aufliegezeit erneut den Besitzer und wurde in Sinbad I umbenannt. Eigner war nun ein Reeder mit Sitz in Liberia. Dennoch kam das Schiff nicht wieder in Fahrt, sondern wurde stattdessen 1980 zum Verschrotten nach Kaohsiung verkauft, wo es am 16. April 1980 eintraf.